# Hijas de la Caridad de San Vicente de Paúl
La Compañía de las Hijas de la Caridad de San Vicente de Paúl (en latín: Societas Filiarum Caritatis a Sancte Vincentio de Paulo) es una sociedad de vida apostólica femenina de derecho pontificio, fundada el 29 de noviembre de 1633, por Vicente de Paúl y Luisa de Marillac con el fin de dedicarse al servicio corporal y espiritual de los pobres enfermos. Las mujeres miembros de esta sociedad son conocidas como hijas de la Caridad, hermanas paúles, vicentinas o vicencianas, y posponen a sus nombres las siglas F.d. C.

## Historia

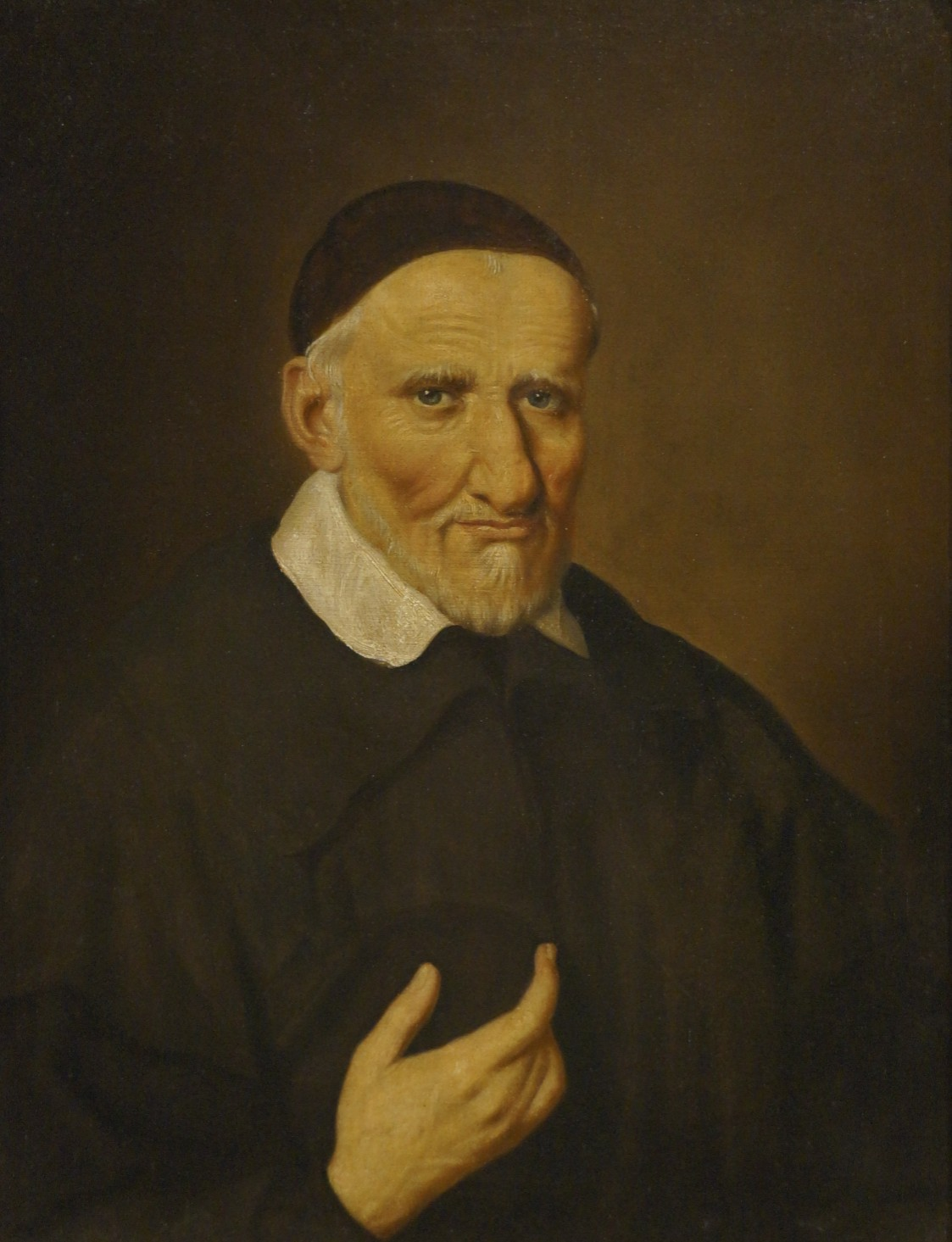
Vicente de Paúl (1581-1660) fundador.

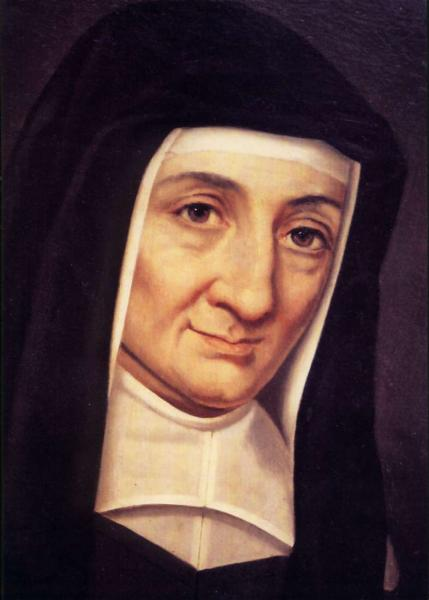
Luisa de Marillac (1591-1660), fundadora.

### Origen
La sociedad fue fundada por Vicente de Paúl, sacerdote francés, y Luisa de Marillac, viuda. El origen de la misma, surge de la necesidad de organización de la ayuda a los pobres de la parroquia en la que trabajaba Vicente. Para ello, creó la fraternidad de la Caridad en 1617, la integraban grupos de hombres y mujeres, por separado, que se dedicaban a la evangelización de los campesinos, que se extendió rápidamente desde las áreas rurales hasta llegar a París. Con algunos sacerdotes que colaboraban en la fraternidad, Vicente fundó en 1625 la Congregación de la Misión.
En la capital de Francia, las damas de la nobleza procuraban cuidados a los pobres a través de sus sirvientas, lo que hacia que las labores de caridad se realizaran con indiferencia y desgana. Vicente de Paúl envió un grupo de mujeres de la fraternidad a París, donde recibieron el nombre de damas de la Caridad, para que se dedicaran al cuidado de los pobres. De estas mujeres salieron las primeras integrantes de la futura sociedad de las Hijas de la Caridad.

### Fundación
Cuando Luisa de Marillac queda viuda, fue encaminada por Vicente a realizar obras de caridad en favor de los pobres. En 1629, Marillac emprende viajes para fundar y organizar cofradías de caridad por diversas ciudades francesas. Solo hasta el 29 de noviembre de 1633, junto con las mujeres procedentes de las damas parisinas, Vicente y Luisa fundan las Hijas de la Caridad. Entre el primer grupo de mujeres, cabe destacar Margarita Naseau, prototipo de la hija de caridad, luego de Marillac.
Las hijas de la caridad no pretendían aprobación alguna ni del Estado ni de la Iglesia, según el pensamiento de que hacer obra de caridad no necesita permisos. Además la regla general para los institutos femeninos, luego del Concilio de Trento (1545-1563), era que todas las mujeres dedicadas al servicio de Dios, debían asumir la clausura o de lo contrario se tendrían que cerrar sus asociaciones. La lucha de Luisa y de sus compañeras fue grande, en un tiempo en el que la mujer o era esposa o monja de clausura.

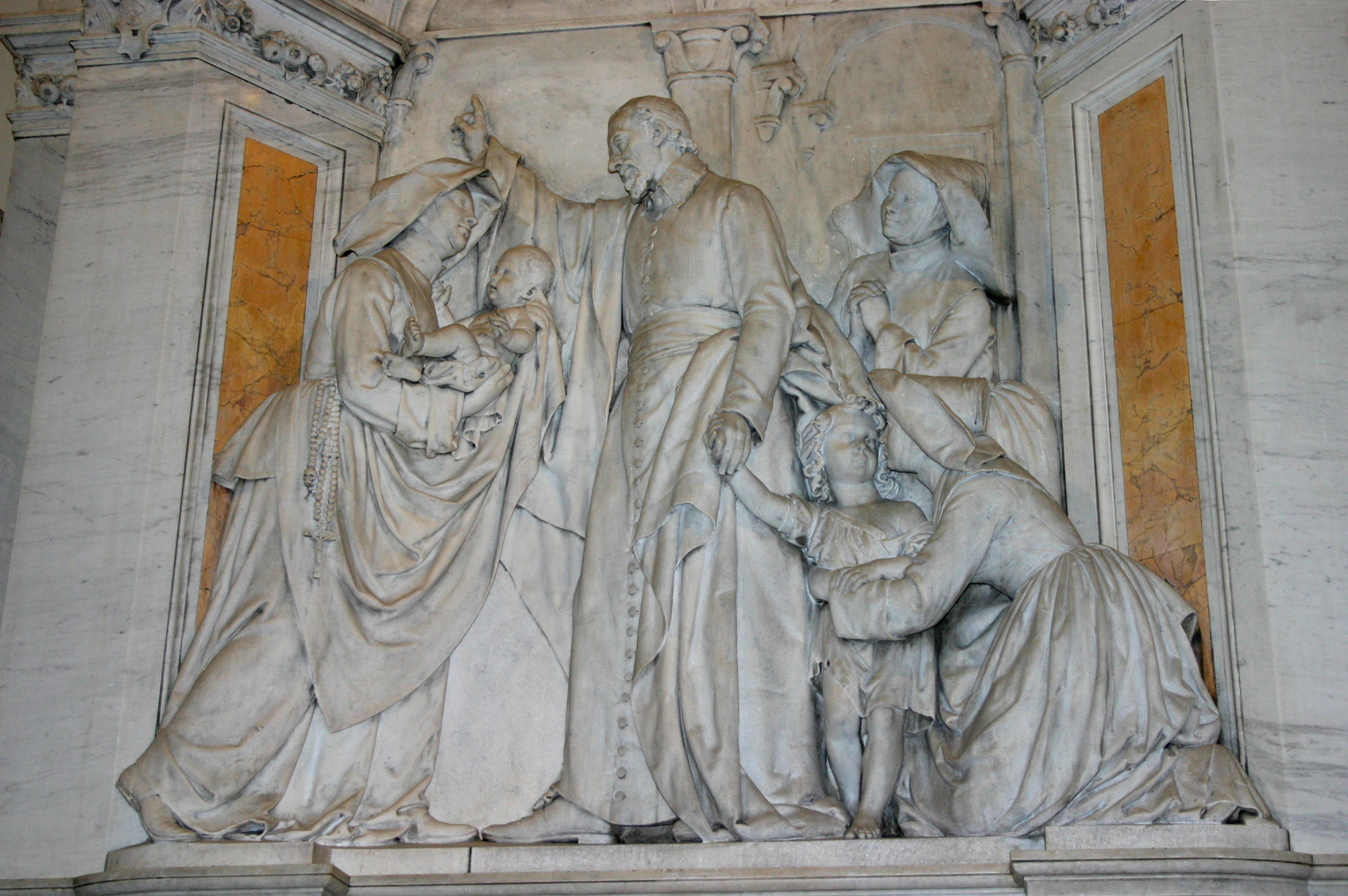
Vicente de Paúl y Luisa de Marillac, fundadores, junto a las primeras Hijas de la Caridad. Iglesia de San Carlo al Corso, Milán.

Solo doce años después de la fundación, Vicente de Paúl pidió la aprobación al arzobispo de París, la cual recibió en 1646 con el nombre de Cofradía de las sirvientas de los pobres de la Caridad. La aprobación fue renovada luego en 1655, cambiando el nombre por Compañía de las Hijas de  la Caridad y siendo sometidas, en principio, al fundador y luego al superior general de la Congregación de la Misión.
Debido al estilo de vida de las Hijas de la Caridad, no existía un esquema en el derecho de la Iglesia donde incluirlas: no podían ser religiosas porque no estaban sometidas a la clausura y no hacían votos públicos. Finalmente, recibieron la aprobación pontificia en 1668, por parte del papa Clemente XI, siendo así la primera sociedad de vida apostólica femenina de la Iglesia católica.

### Expansión

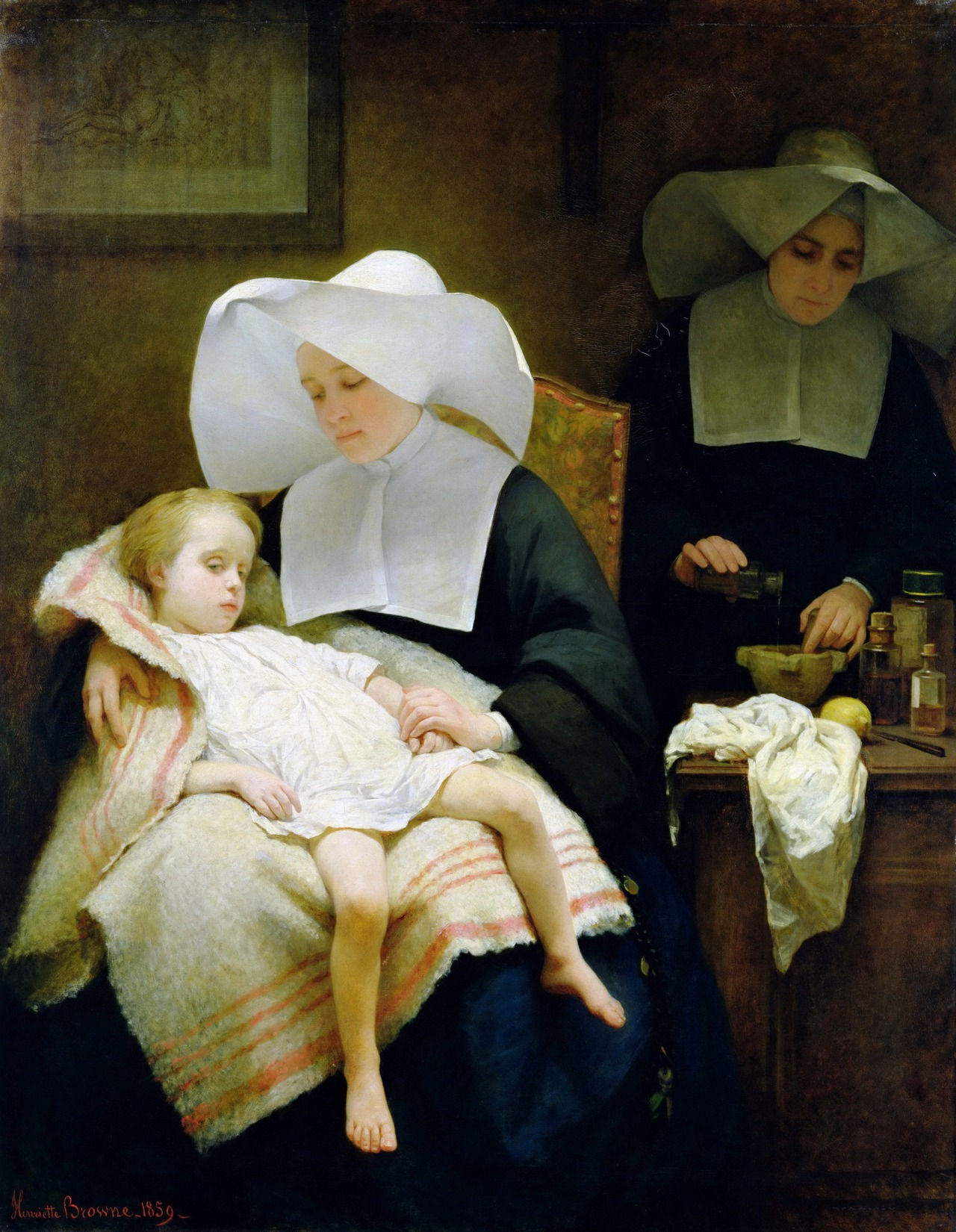
Pintura de Henriette Browne (1859)

Estando en vida los fundadores, llegaron peticiones de todas partes, para que se fundaran nuevas comunidades de hijas de la caridad. Estas es París, ya atendían varios centros de caridad. La primera fundación fuera de esta ciudad, se dio en Saint-Germain en Laye (1638). Incluso se vieron favorecidas por la casa real, cuyos miembros promovieron las fundaciones de Fontainebleau, Chantilly y Sedán. A la muerte de Marillac y Vicente de Paúl en 1660, había más de cuarenta casas de la Hijas de la Caridad por toda Francia y los enfermos eran cuidados en 26 parroquias de París. La primera de las fundaciones fuera de Francia surgió en 1652 en Varsovia, a petición de la reina de Polonia. Poco antes de la Revolución Francesa, la Compañía contaba con 430 casas en Francia y 20 en Polonia.

### Supresión y restauración
En 1792, durante la Revolución, las Hijas de la Caridad fueron suprimidas por el gobierno francés. Numerosas religiosas murieron mártires, entre ellas cuatro de Arras y dos entre los mártires de Angers, quienes fueron beatificadas, las primeras por Benedicto XV (13 de junio de 1920) y las segundas por Juan Pablo II (1984).
La compañía fue restaurada por Napoleón Bonaparte en 1800. Restauradas las casas de Francia y Polonia, se dio un nuevo periodo de expansión, con las fundaciones fuera de las dos naciones mencionadas. Las Hijas de la Caridad llegaron a España en 1790, a Suiza en 1810 y a Italia en 1833. A partir de estas fundaciones, en el siglo XIX se abren horizontes hacia Alemania, Austria-Hungría, España, Portugal, Irlanda, Grecia y Estados Unidos. Les fueron encomendadas misiones en Medio y Extremo Oriente y en Madagascar. Llegan a China en 1847.

### Hermanas de la Caridad de San José
Las Hermanas de la Caridad de San José fue una Sociedad de vida apostólica fundada en Baltimore, Estados Unidos, por Isabel Ana Bayley Seton (1 de junio de 1809). Más tarde la casa madre fue trasladada a la villa de Emmitsburg (Maryland). Las religiosas adoptaron las Constituciones de las Hijas de la Caridad en 1812. De hecho, el deseo de la fundadora era unir la naciente congregación con la Compañía fundada por Vicente de Paúl y Luisa de Marillac, pero no lo pudo ver realizados. A la muerte de Bayley, las hermanas de la caridad se difundieron por diversas regiones de los Estados Unidos, dando origen a una docena congregaciones independientes, mientras que la original, aquella de Emmintsburg, se unió finalmente a las Hijas de la Caridad en 1849, según el deseo de la fundadora. Isabel Bayle fue canonizada el 14 de septiembre de 1974 por Pablo VI. Ese mismo año, se unieron en una Federación las otras congregaciones que permanecieron independientes.

### España

#### Llegada
Las Hijas de la Caridad se instalaron en España en 1790. Durante parte de los siglos XIX y XX se hicieron cargo de cárceles de mujeres hasta que, en 1931, fueron expulsadas por Victoria Kent y reemplazadas por un cuerpo de funcionarias especializadas.

#### Franquismo
Acabada la guerra civil española, Francisco Franco restauró el control de las cárceles por parte de órdenes religiosas. En 1943 las Hijas de la Caridad se hicieron con la administración de la Prisión provincial de mujeres de Barcelona que albergaba delincuentes comunes y presas políticas. Además, fueron responsables de innumerables colegios de párvulos y educación infantil en muy diversas localidades de España.
Sor María Gómez Valbuena, miembro de la orden, fue una de las acusadas en el caso de los niños robados por el franquismo. 
La acción social de la Compañía de las Hijas de la Caridad está basada en la justicia social y centrada en la acogida y el acompañamiento a personas en situación de riesgo de exclusión social en el proceso de mejora y promoción personal hacia la autonomía y la realización de su proyecto de vida.

## Signos

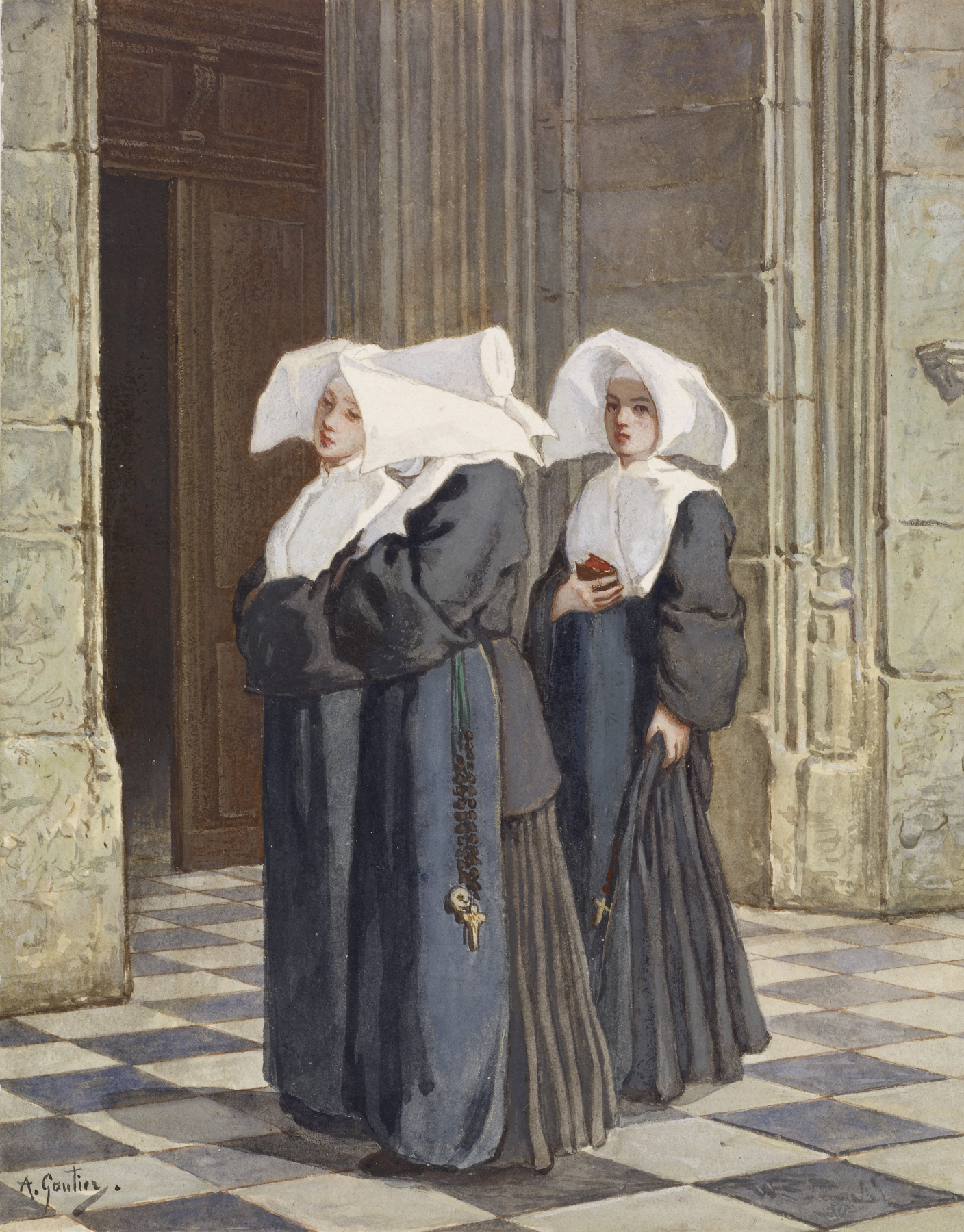
Pintura de las Hijas de la Caridad usando su toca alada, por Armand Gautier (1825–1894).

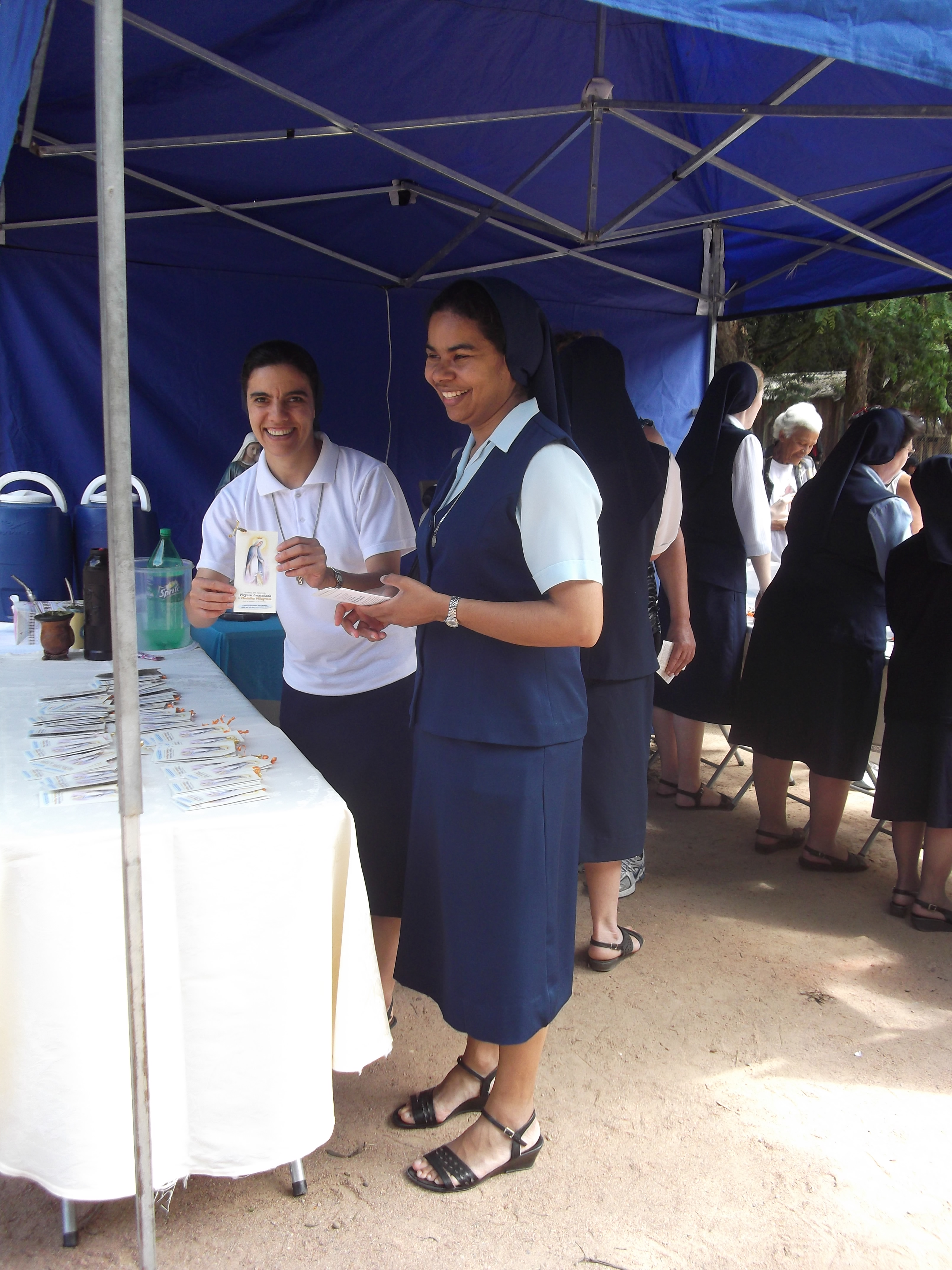
Hijas de la Caridad en Brasil (2013), con su hábito actual.

### Hábito
El hábito religioso de las Hijas Caridad ha evolucionado del típico hábito negro y largo con la característica toca almidonada alada (o cornette),  hasta el actual: falda azul, blusa blanca o azul y velo sencillo azul (de uso opcional).

## Actividades y presencia
Además del servicio a los pobres y a los enfermos, las hijas de la Caridad se dedican al cuidado de los huérfanos, a la asistencia de los enfermos en los hospitales, al cuidado de los ancianos en casas de reposo, a la asistencia de enfermos mentales, escuelas y refugios para mujeres y niños en dificultades.
En 2011, la sociedad contaba con unas 16.179 hijas de la caridad y unas 1931 casas presentes en 94 países. La casa matriz de la congregación se encuentra en París, Francia donde yace Luisa de Marillac en la capilla de la misma. La actual superiora general, desde 2015, es la religiosa estadounidense Kathleen Appler.
En el año 1998, la congregación recibió la Cruz de San Jordi otorgada por la Generalidad de Cataluña, y en el 2005 fue galardonada con el Premio Príncipe de Asturias de la Concordia por "su excepcional tarea social y humanitaria en apoyo de los desfavorecidos, desarrollada de manera ejemplar durante casi cuatro siglos, y por su promoción, en todo el mundo de los valores de la justicia, la paz y la solidaridad".

## Hijas de la Caridad ilustres

### Santas

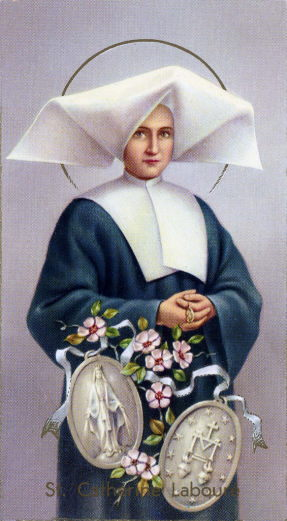
Catalina Labouré (1806-1876), es una de las vicentinas veneradas en la Iglesia católica como santa. A ella se debe la tradición de la Medalla Milagrosa, surgida de su relación mística con la Virgen María.

- Luisa de Marillac (1591-1660), santa, fundadora, junto a Vicente de Paúl de la Compañía.[14]
- Isabel Ana Bayley (1774-1821), santa, fundadora de las Hermanas de la Caridad de San José. Se unieron a la Compañía en 1849.[15]
- Catalina Labouré (1806-1876), santa, francesa, famosa por sus visiones de la Virgen María y propagadora de la Medalla Milagrosa.[16]
- Juana Antida Thouret (1765-1826), santa, religiosa francesa fundadora de las Hermanas de la Caridad de Besanzón. Beatificada en 1926 y canonizada en 1934 por Pío XI.[16]
- Agustina Livia Pietrantoni  (1864-1894), santa, religiosa italiana y mártir.

...

### Beatas
- María Ana Vaillot (1736-1794) y Odilia Baumgarten (1750-1794), beatas, pertenecientes al grupo de los mártires de Angers, asesinados durante la Revolución Francesa. Fueron beatificadas en 1984 por el papa Juan Pablo II.[17]
- Magdalena Fontaine (1723-1794), Francisca Lanel (1745-1794), Teresa Fantou (1747-1794) y Juana Gérard (1752-1794), beatas, mártires de Arras, durante el periodo de la Revolución en Francia. Fueron beatificadas por el papa Benedicto XV en 1920.[18]
- Josefina Nicoli (1863-1924), beata, italiana, beatificada por Benedicto XVI en 2008.[19]
- Rosalía Rendu (1786-1856), beata, francesa, beatificada por Juan Pablo II el 9 de noviembre de 2003.[20]
- Lindalva Justo de Oliveira (1953-1993), beata, mártir brasilera beatificada por Juan Pablo II en 2007.[21]
- Marta Wiecka (1874-1904), beata, religiosa polaca beatificada por Benedicto XVI en 2008.[22]
- Margarita Rutan, beata, mártir del hospital de Danx, Francia, durante la Revolución. Fue beatificada por Benedicto XVI en 2011.[23]
- Hijas de la Caridad mártires de España del Siglo XX, beatas, 27 religiosas de la Compañía asesinadas por el Bando republicano, durante la guerra civil española del siglo XX. Fueron beatificadas por Francisco en 2013. A este grupo se suma además la laica María Dolores Broseta, perteneciente a la Asociación de la Medalla Milagrosa de Valencia.[24]

- M. Adoración Cortés
- María S. Díaz-Pardo
- Estefanía Saldaña
- M. Dolores Barroso
- Asunción Mayoral
- Ramona Cao Fernández
- Juana Pérez Abascal
- Rosario Ciércoles
- Mª Luisa Bermúdez
- Micaela Hernán
- Dolores Caro
- Andrea Calle
- Concepción Pérez Giral
- Martina Vázquez
- Josefa Martínez Pérez
- Joaquina Rey
- Victoria Arregui
- Modesta Moro Briz
- Pilar Isabel Sánchez Suárez
- Josefa Gironés Arteta
- Lorenza Díaz Bolaños
- Josefa Laborra
- Carmen Rodríguez Barazal
- Estefanía Irisarri
- Pilar Nalda
- Isidora Izquierdo
- Gaudencia Benavides Herrero

### Otros miembros ilustres
- Margarita Naseau (1554-1633), venerable, una de las primeras hijas de la caridad, proveniente de las damas francesas parisinas. Contrajo la lepra en medio del cuidado de los leprosos del hospital de San Luis en París.[25]
- Apolonia Andriveau (1810-1895), religiosa francesa a quien Nuestro Señor Jesucristo le confió el Escapulario Rojo de la Pasión, símbolo de familia vicentina.[18]
- Marie-Louise Ruedin (1880-1960), religiosa suiza que salvó de la muerte a más de seis mil cristianos y judío, durante la Guerra de Independencia turca.[18]
- Justina Bisqueyburu (1817-1903) religiosa francesa a quién la Virgen en 1840 después de la aparición de la Medalla Milagrosa en 1830, le confío el Escapulario Verde o del Inmaculado Corazón de María, contemporánea de Santa Catalina Laboure, llegó a ser superiora en Constantinopla, Argelia e Italia y durante 35 años desempeño como servidora de los pobres y necesitados en el Hospital de Carcassonne, Francia, donde le sobrevino su última enfermedad, murió con fama de santidad y se la conoce como la vidente del silencio y del recogimiento, además de propagar la devoción al Escapulario Verde, Sor Justina era cumplidora del deber; "firme y grande en los sacrificios, las penas de toda clase; era para nosotras el prototipo de una verdadera Hija de la Caridad" A los pocos días del fallecimiento de Sor Justina, una hermana escribió este elogio en honor de la hermana que vio a la Virgen.
- Helena Studler (1891-1944),[26] hermana de la Caridad en Metz, fue además miembro de la resistencia francesa, reconocida por haber organizado la huida de más de dos mil fugitivos bajo el régimen nazi durante la Segunda Guerra Mundial.[27][28] Apodada «la Schindler francesa»,[29] fue distinguida con la Orden nacional de la Legión de Honor y la Croix de guerre con palmas.[30]

## Reconocimientos
La congregación ha recibido muchos reconocimientos a lo largo de su historia, como el nombramiento de Hijo predilecto de la provincia de Cádiz en 2016